# Višvanáthan Ánand
Višvanáthan Ánand (anglicky Viswanathan Anand, přezdívka Vishy, tamilsky விசுவநாதன் ஆனந்த் [ʋiɕ'ʋəˌnɑˌt̪ʰən ɑnˌənd̪]; * 11. prosince 1969, Madras) je indický šachový velmistr a bývalý mistr světa v šachu, patnáctý v řadě nástupnictví. Byl mistrem světa FIDE v letech 2000 až 2002.
Ánand je jedním z pěti hráčů šachové historie, kteří pokořili hranici 2800 bodů FIDE ELO. Jeho absolutním maximem je ELO 2817, kterého dosáhl v březnu 2011..
V dubnu 2007 ve věku 37 let se stal nejstarší osobou, která dosáhla první příčky žebříčku poprvé ve svém životě. Tuto hranici za čtyři roky ve věku 41 let ještě překonal.
Za přínos v oblasti sportu obdržel vysoká indická vyznamenání: Padmashri, 1988; Padma Bhusan, 2001; Padma Vibhushan, 2008.

## Osobní život
Višvanáthan Ánand se narodil 11. prosince 1969 v Majiladuturaji v indickém státu Tamilnádu otci Višvanáthanovi, který odešel do důchodu jako generální manažer Jižní magistrály, a matce jménem Sušele, ženě v domácnosti, která byla fanynkou šachu, filmu, klubového života a dámou salonů. Višvanáthan má bratra a sestru.
Hrát šachy ho naučila jeho matka. Své šachové začátky popsal při konverzaci se Susan Polgárovou:
| „ | Šachy jsem začal hrát, když mi bylo šest. Moje matka mě naučila, jak je hrát. V podstatě maminka udělala hodně pro mé šachy. Krátce nato jsme se přestěhovali do Philippin. Vstoupil jsem tam do šachového klubu. A tam běžel v televizi program odpoledne přibližně od jedné do dvou hodin, když jsem chodíval do školy. Takže maminka zapisovala všechny partie, které v televizi ukazovali, rovněž šachové hádanky a večer jsme je společně řešili. Přirozeně maminka a její rodina šachy hrávali, hrávala se svým mladším bratrem, takže v šachu určité zázemí měla, ale nikdy nenavštěvovala klub. Šachové diagramy jsme řešili spolu a odpovědi společně zasílali. Vítězům zasílali knížky. A za několik měsíců jsem vyhrál mnoho cen. V jeden moment dokonce řekli, ať si vezmu všechny knížky, které chci, ale už nezasílám žádná další řešení. | “ |
| — | |   |

Ánand získal akademický titul v oboru ekonomie, jeho koníčky jsou čtení, plavání a poslech hudby. Žije v Colladu Mediano ve Španělsku se svou ženou Arunou.

## Publikace
- Viswanathan Anand, My Best Games of Chess (Gambit, 2001 (new edition))